# Goulding
Goulding es un lugar designado por el censo ubicado en el condado de Escambia en el estado estadounidense de Florida. En el Censo de 2010 tenía una población de 4.102 habitantes y una densidad poblacional de 1.319,83 personas por km².

## Geografía
Goulding se encuentra ubicado en las coordenadas 30°26′24″N 87°13′46″O / 30.44000, -87.22944. Según la Oficina del Censo de los Estados Unidos, Goulding tiene una superficie total de 3.11 km², de la cual 3.11 km² corresponden a tierra firme y (0.08%) 0 km² es agua.

## Demografía
Según el censo de 2010, había 4.102 personas residiendo en Goulding. La densidad de población era de 1.319,83 hab./km². De los 4.102 habitantes, Goulding estaba compuesto por el 32.96% blancos, el 61.8% eran afroamericanos, el 0.8% eran amerindios, el 1.9% eran asiáticos, el 0.02% eran isleños del Pacífico, el 1.05% eran de otras razas y el 1.46% pertenecían a dos o más razas. Del total de la población el 10.12% eran hispanos o latinos de cualquier raza.